# Neil Harris (calciatore 1977)
Neil Harris (Orsett, 12 luglio 1977) è un allenatore di calcio ed ex calciatore inglese, di ruolo attaccante, tecnico del Cambridge Utd.
Harris è il miglior marcatore del Millwall, con 138 gol in tutte le competizioni. Ha battuto il precedente record di 111 gol, detenuto da Teddy Sheringham, il 13 gennaio 2009, durante una vittoria per 3-2 in trasferta contro il Crewe Alexandra. È il quarto per presenze per il club, con 432. Ha anche giocato per Cambridge City, Cardiff City, Nottingham Forest, Gillingham e Southend United. harris si è ritirato dal calcio professionistico nel giugno 2013 ed è entrato nello staff del Millwall. Dopo un breve periodo come allenatore ad interim dopo l'esonero di Steve Lomas nel gennaio del 2014, Harris divenne l'allenatore dopo l'esonero di Ian Holloway nel marzo del 2015 ed è stato poi confermato il 29 aprile 2015.

## Statistiche

### Statistiche da allenatore
Statistiche aggiornate al 23 luglio 2020.
| Stagione            | Squadra             | Campionato          | Campionato | Campionato | Campionato | Campionato | Coppe nazionali | Coppe nazionali | Coppe nazionali | Coppe nazionali | Coppe nazionali | Coppe continentali | Coppe continentali | Coppe continentali | Coppe continentali | Coppe continentali | Altre coppe | Altre coppe | Altre coppe | Altre coppe | Altre coppe | Totale | Totale | Totale | Totale | % Vittorie | Piazzamento |
| Stagione            | Squadra             | Comp                | G          | V          | N          | P          | Comp            | G               | V               | N               | P               | Comp               | G                  | V                  | N                  | P                  | Comp        | G           | V           | N           | P           | G      | V      | N      | P      | %          | Piazzamento |
| ------------------- | ------------------- | ------------------- | ---------- | ---------- | ---------- | ---------- | --------------- | --------------- | --------------- | --------------- | --------------- | ------------------ | ------------------ | ------------------ | ------------------ | ------------------ | ----------- | ----------- | ----------- | ----------- | ----------- | ------ | ------ | ------ | ------ | ---------- | ----------- |
| mar.-giu. 2015      | Millwall            | FLC                 | 10         | 2          | 4          | 4          | FACup+CdL       | -               | -               | -               | -               | -                  | -                  | -                  | -                  | -                  | -           | -           | -           | -           | -           | 10     | 2      | 4      | 4      | 20,00      | Sub. 22º    |
| 2015-2016           | Millwall            | FL1                 | 46+3       | 24+1       | 9+1        | 13+1       | FACup+CdL       | 2+1             | 1+0             | 0+1             | 1+0             | -                  | -                  | -                  | -                  | -                  | FLT         | 6           | 5           | 0           | 1           | 58     | 31     | 11     | 16     | 53,45      | 4º          |
| 2016-2017           | Millwall            | FL1                 | 46+3       | 20+2       | 13+1       | 13+0       | FACup+CdL       | 6+2             | 5+1             | 0+0             | 1+1             | -                  | -                  | -                  | -                  | -                  | FLT         | 4           | 3           | 0           | 1           | 61     | 31     | 14     | 16     | 50,82      | 6º          |
| 2017-2018           | Millwall            | FLC                 | 46         | 19         | 15         | 12         | FACup+CdL       | 3+2             | 1+1             | 1+1             | 1+0             | -                  | -                  | -                  | -                  | -                  | -           | -           | -           | -           | -           | 51     | 21     | 17     | 13     | 41,18      | 8º          |
| 2018-2019           | Millwall            | FLC                 | 46         | 10         | 14         | 22         | FACup+CdL       | 4+3             | 3+1             | 1+1             | 0+1             | -                  | -                  | -                  | -                  | -                  | -           | -           | -           | -           | -           | 53     | 14     | 16     | 23     | 26,42      | 21º         |
| ago.-ott. 2019      | Millwall            | FLC                 | 10         | 2          | 5          | 3          | FACup+CdL       | 0+2             | 1               | 1               | 0               | -                  | -                  | -                  | -                  | -                  | -           | -           | -           | -           | -           | 12     | 3      | 6      | 3      | 25,00      | Eson.       |
| Totale Millwall     | Totale Millwall     | Totale Millwall     | 204+6      | 77+3       | 60+2       | 67+1       |                 | 25              | 14              | 6               | 5               |                    | -                  | -                  | -                  | -                  |             | 10          | 8           | 0           | 2           | 245    | 102    | 68     | 75     | 41,63      |             |
| nov. 2019-2020      | Cardiff City        | FLC                 | 30+2       | 14+1       | 10+0       | 6+1        | FACup+CdL       | 4+0             | 1               | 3               | 0               | -                  | -                  | -                  | -                  | -                  | -           | -           | -           | -           | -           | 36     | 16     | 13     | 7      | 44,44      | Sub. 5º     |
| 2020-2021           | Cardiff City        | FLC                 | 0          | 0          | 0          | 0          | FACup+CdL       | 0+0             | 0               | 0               | 0               | -                  | -                  | -                  | -                  | -                  | -           | -           | -           | -           | -           | 0      | 0      | 0      | 0      | —          | in corso    |
| Totale Cardiff City | Totale Cardiff City | Totale Cardiff City | 30+2       | 14+1       | 10+0       | 6+1        |                 | 4               | 1               | 3               | 0               |                    | -                  | -                  | -                  | -                  |             | -           | -           | -           | -           | 36     | 16     | 13     | 7      | 44,44      |             |
| Totale carriera     | Totale carriera     | Totale carriera     | 242        | 95         | 72         | 75         |                 | 29              | 15              | 9               | 5               |                    | -                  | -                  | -                  | -                  |             | 10          | 8           | 0           | 2           | 281    | 118    | 81     | 82     | 41,99      |             |

## Palmarès

### Giocatore

#### Club

##### Competizioni nazionali
- Second Division: 1

Millwall: 2000-2001

#### Individuale
- Capocannoniere della terza divisione inglese: 1

2000-2001 (27 reti)